# کابریلس
کابریلس (به اسپانیایی: Cabrils) یک شهرستان در اسپانیا است که در بارسلون واقع شده‌است.

## خصوصیات
کابریلس ۷٫۱ کیلومترمربع مساحت و ۶٬۶۹۸ نفر جمعیت دارد و ۱۴۷ متر بالاتر از سطح دریا واقع شده‌است.